# 2013
2013 (MMXIII) var ett normalår som började en tisdag i den gregorianska kalendern.

## Händelser

### Januari
- 1 januari
  - Košice och Marseille blir årets europeiska kulturhuvudstäder.
  - Hembiträden i Singapore får laglig rätt till en ledig dag per vecka.[1][2]
  - Ett flertal kommunsammanslagningar träder i kraft i Finland.
  - Universitetskanslersämbetet samt Universitets- och högskolerådet i Sverige påbörjar sin verksamhet.
  - Det tillkommer nya lagar i Sverige, bland annat att omhändertagna barn som utsatts för övergrepp åren 1920–1980 ska få ersättning från staten.
- 7 januari – Artisten David Bowie släpper singeln "Where are we now" på sin 66:e födelsedag, efter 10 års frånvaro från musikbranschen. Bowies comeback, via singeln och den efterföljande skivan "The Next Day", överraskar hela musikbranschen då ingen information har läckt ut till media under inspelningsprocessen.
- 10 januari – 126 dödas och över 270 skadas i en serie bombattentat i den pakistanska staden Quetta.
- 11 januari – Den franska militären börjar ett fem månader långt ingripande i norra Mali, riktat mot den militanta islamistiska Ansar al-Dingruppen.
- 15 januari
  - Den så kallade hästköttsskandalen avslöjas, då det framkommer att köttprodukter i brittiska och irländska varuhus, som marknadsförs som nötkött, i själva verket innehåller hästkött.
  - Ett lokaltåg på Saltsjöbanan skenar rätt in i ett bostadshus.
  - Den värsta trafikolyckan på länge inträffar på Tranarpsbron på E4 utanför Åstorp. Runt 100 bilar och lastbilar krockar på båda sidorna vägen[3].
- 20 januari – Trettionio internationella arbetare och en säkerhetsvakt dödas i ett gisslandrama på en naturgasanläggning i närheten av In Amenas, Algeriet.
- 21 januari – Österrike håller en folkomröstning om värnplikt. Resultatet blir att militärtjänst bibehölls.
- 27 januari – 242 dödas och över 600 skadas i en diskoteksbrand i Santa Maria, Rio Grande do Sul i Brasilien.
- 29 januari – 20 passagerare omkommer när ett inrikesflygplan havererar nära staden Almaty i Kazakstan[4].

### Februari

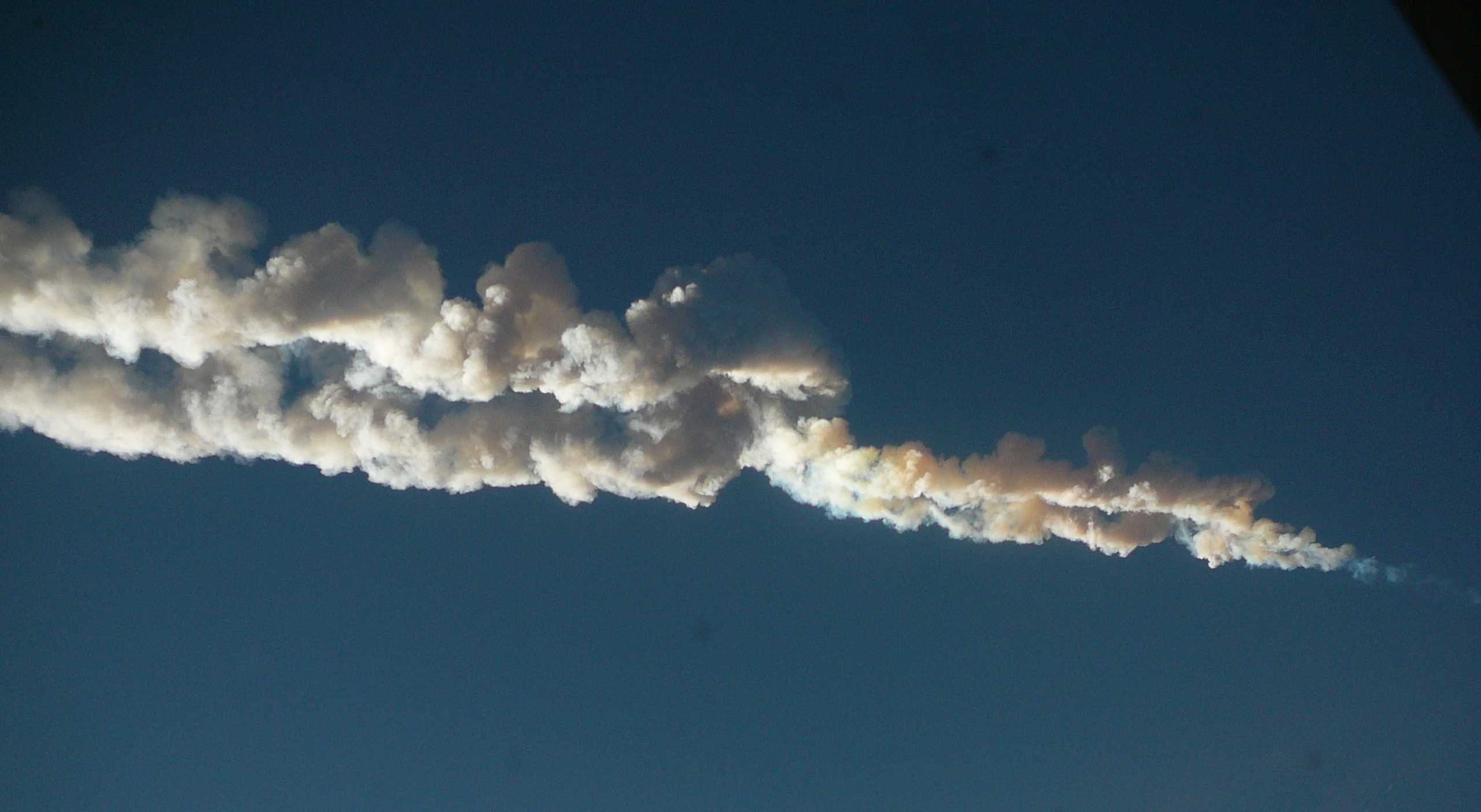
Meteoritnedslag.

- 2 februari – Våldtäkten på Anene Booysen
- 3 februari – Parlamentsval hölls i Liechtenstein.
- 7 februari – Bussolyckan vid Chibombo i Zambia 2013
- 9 februari – Vinterstormen Nemo drog in över Nordamerika. Höll i sig till den 18:e.
- 12 februari – Nordkorea genomför sitt tredje kärnvapenprov, vilket fick utbrett fördömande och skärpta ekonomiska sanktioner från det Internationella samfundet.
- 14 februari – Reeva Steenkamp skjuts till döds av pojkvännen, den paralympiska idrottsstjärnan Oscar Pistorius.
- 15 februari – En meteorit exploderar över den ryska staden Tjeljabinsk och orsakar en kraftig meteoritskur över staden. Cirka 1500 personer skadas.
- 21 februari
  - Bombdådet i Hyderabad 2013
  - 83 dödas och över 250 skadas i en rad bilbomber som detonerar i Syriens huvudstad Damaskus.
- 24 februari – Kubas parlament valde president Raúl Castro för en andra mandatperiod. Raúl Castro beslutar att lämna posten som president när den femåriga mandatperioden löper ut 2018.
- 27 februari – De ryskägda fartyget Lyubov Orlova som varit försvunnet efter att 23 januari ha lämnat Kanada hittas utanför Irlands kust.
- 28 februari – Påven Benedictus XVI abdikerar från ämbetet klockan 20.00, på grund av sviktande kroppsliga krafter, till följd av sin ålder (85 år). Detta är första gången sedan 1415 som påven abdikerar, och första gången sedan 1294 som abdikationen sker på eget initiativ och inte av tvång.

### Mars
- 4 mars
  - Parlamentsval hålls i Kenya.

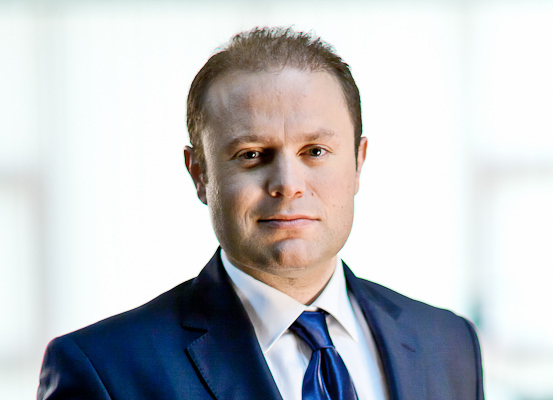
Partit Laburista med partiledaren Joseph Muscat vinner parlamentsvalet i Malta med 55 procent av rösterna, vilket är den starkaste majoriteten i landet på 50 år.

  - Oidentifierade beväpnade män överföll en syrisk armékonvoj eskorterad av irakiska soldater. 28 syrier och 13 irakier dödades i attacken som ägde rum nära gränsen mellan de två länderna i Iraks Al Anbar-guvernement. En vecka senare hävdade Islamiska staten (ISIL) att de låg bakom attacken, där de hävdade att de hade tillintetgjort en militärkolonn av den safavidiska armén. Detta var en referens till den persiska dynastin som styrde i Iran 1501–1736. Gruppen menade också att närvaron av syriska soldater i Irak bevisade det nära samarbetet mellan Syriens och Iraks regeringar.[5]
- 8 mars – 13-åriga Linn tar sitt liv vid Kumla järnvägsstation efter att ha tvingats till döden av en nätpedofil. Händelsen fick stor uppmärksamhet på medierna runtomkring i Sverige.[6].
- 9 mars – Partit Laburista med partiledaren Joseph Muscat vinner parlamentsvalet i Malta med 55 procent av rösterna, vilket är den starkaste majoriteten i landet på 50 år.

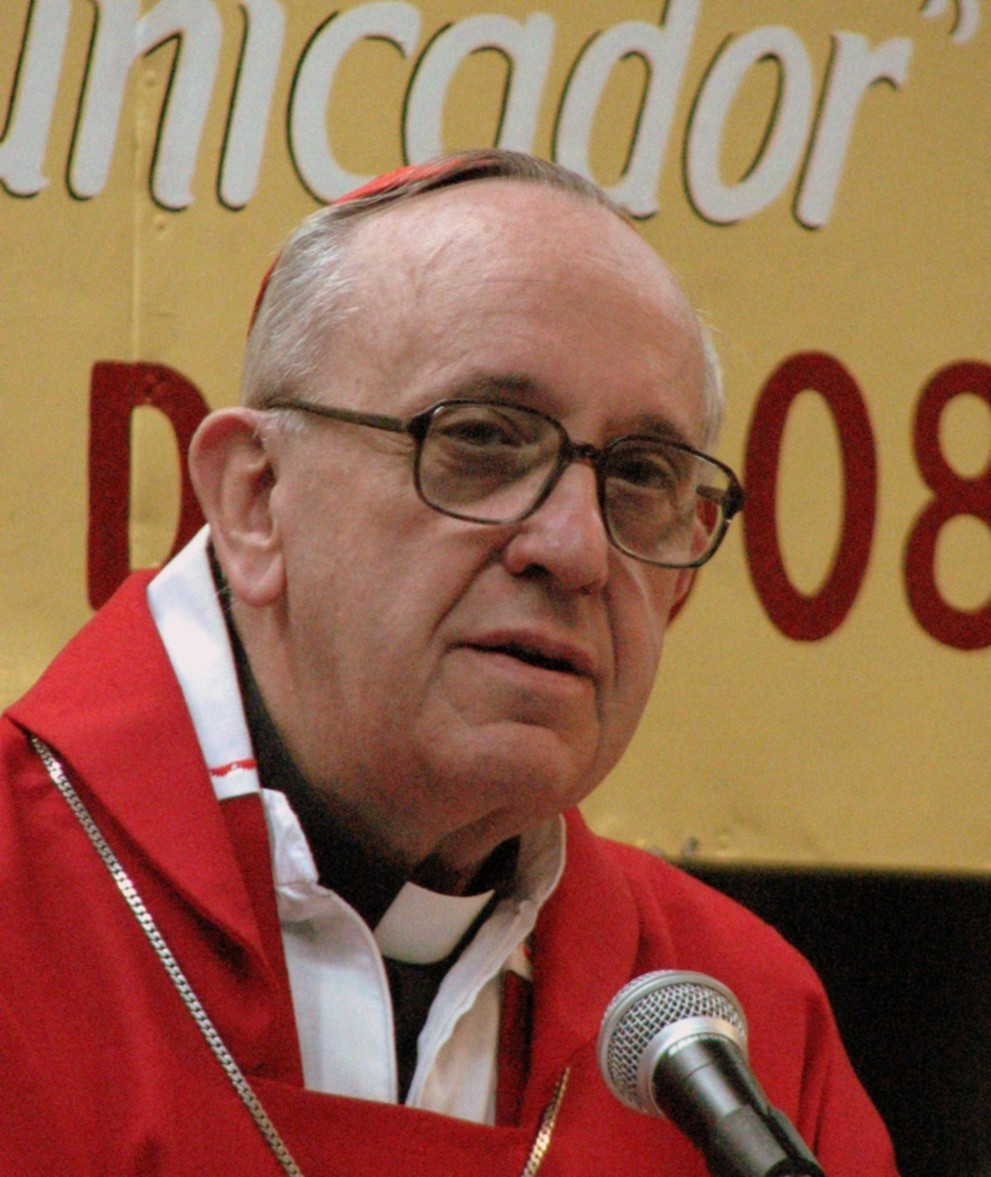
Franciskus blir ny påve.

- 10–11 mars – Falklandsöarna folkomröstar om huruvida de skall fortsätta vara ett av Storbritanniens utomeuropeiska territorier eller ej. 99,8 % röstar ja och endast tre personer röstar nej.
- 13 mars
  - Parlamentsval hålls i Grönland
  - Jorge Mario Bergoglio utses till ny påve och tar namnet Franciskus. Då han är från Argentina blir han den förste påven från Sydamerika och den förste icke-europeiske påven sedan Syrienfödde Gregorius III:s död 741.
- 14 mars – Xi Jinping tillträder som Kinas president efter Hu Jintao.
- 19 mars – En serie av samordnade attacker i Bagdad och andra större städer i centrala och norra delarna av landet ledde till minst 98 döda och 240 skadade. Våldsvågen riktades främst mot civila shiatroende och ägde rum på tioårsdagen av inledningen till Irakkriget. Islamiska staten (IS) tog senare på sig ansvaret för attackerna.[7]
- 24 mars – Centralafrikanska republikens president François Bozizé flyr till Demokratiska republiken Kongo, efter att rebellstyrkor tagit över huvudstaden Bangui.
- 25 mars – EU går med på ett ekonomiskt räddningspaket på 10 biljoner € till Cypern. Lånet kommer att vara jämnt fördelat mellan den europeiska finansiella stabiliseringsmekanismen, den europeiska finansiella stabiliseringsfaciliteten, och Internationella valutafonden. Beslutet utlöser en bankkris på Cypern.

### April

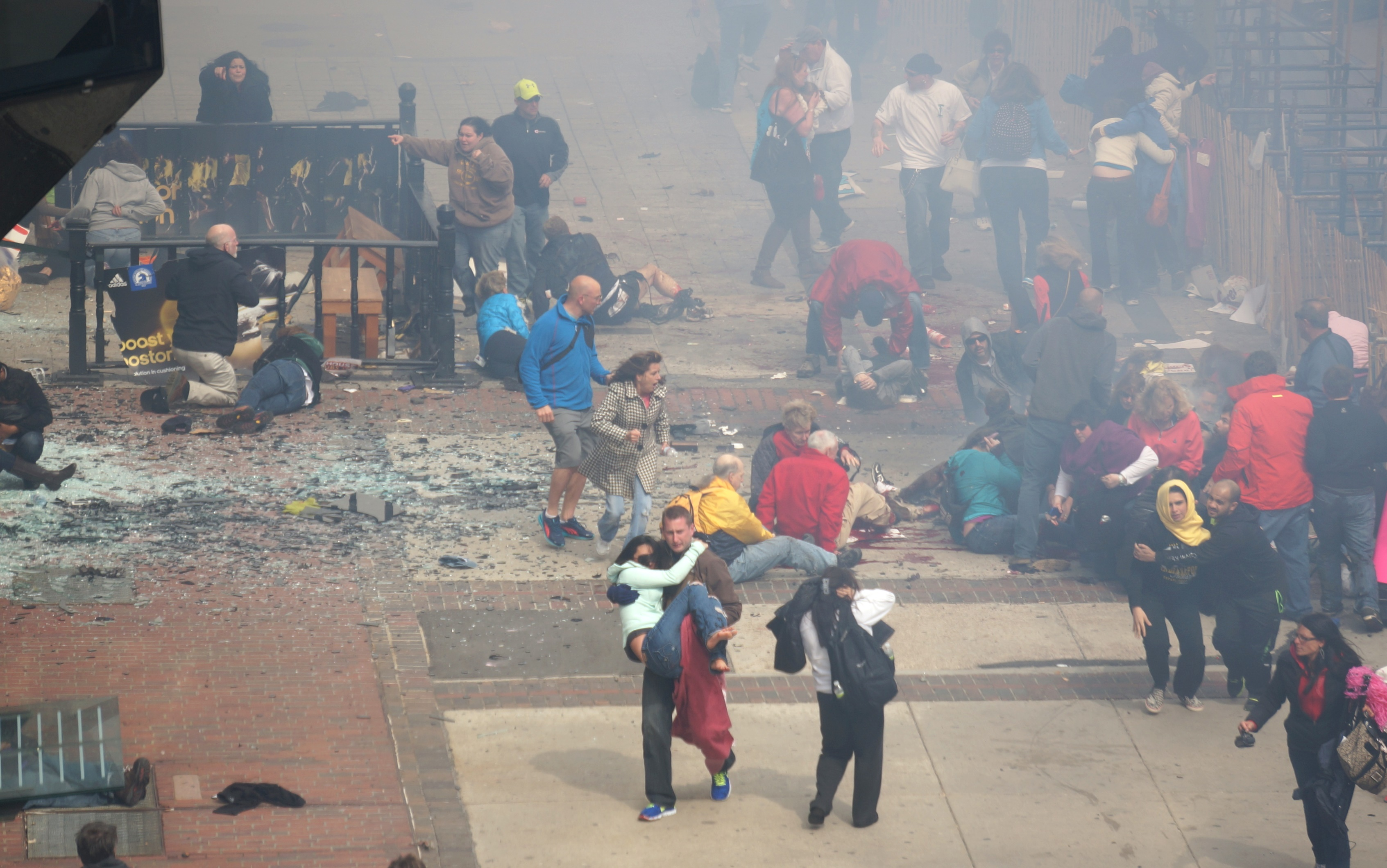
Bombdåden vid Boston Marathon.

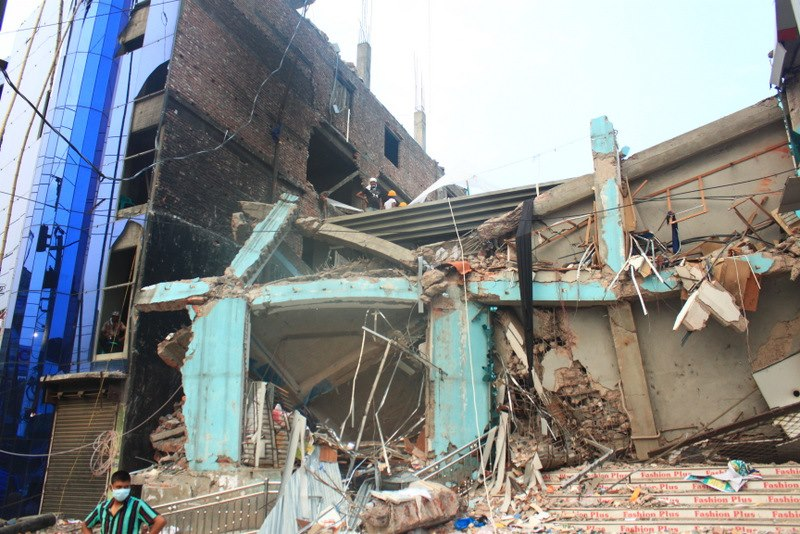
Byggnadskollapsen i Savar

- 7 april – Presidentval hålls i Montenegro.
- 10 april – En krock inträffar mellan ett Krösatåg på väg till Jönköping från Nässjö och en lastbil på en obevakad järnvägsövergång strax öster om Forserum (57°42′22″N 14°30′07″Ö / 57.706°N 14.502°Ö). En person omkom och 6 skadades.[8]
- 14 april – Kroatien håller val till Europaparlamentet inför sin planerade anslutning till Europeiska unionen den 1 juli.
- 15 april – Terrorattentat mot Boston Marathon skakar USA.
- 16 april – En jordbävning med magnituden 7,8 drabbar Iran, 46 dödas
- 20 april – En jordbävning med magnituden 6,6 skakar Sichuanprovinsen i Kina.
- 21 april – Presidentval hålls i Paraguay
- 22 april – Ryskt militärflyg övar mot svenska mål.
- 24 april – Byggnadskollapsen i Savar i Bangladesh lämnar 1129 dödsoffer.
- 30 april – Drottning Beatrix av Nederländerna abdikerar efter 33 år på tronen till förmån för sin son Willem-Alexander. Han blir därmed Nederländernas första kung på 123 år.
- Natten mellan långfredag och påsk kom 6 ryska militärflygplan in över Sveriges gräns, men inga svenska plan lyfte. Incidenten har kommit att kallas "ryska påsken".

### Maj

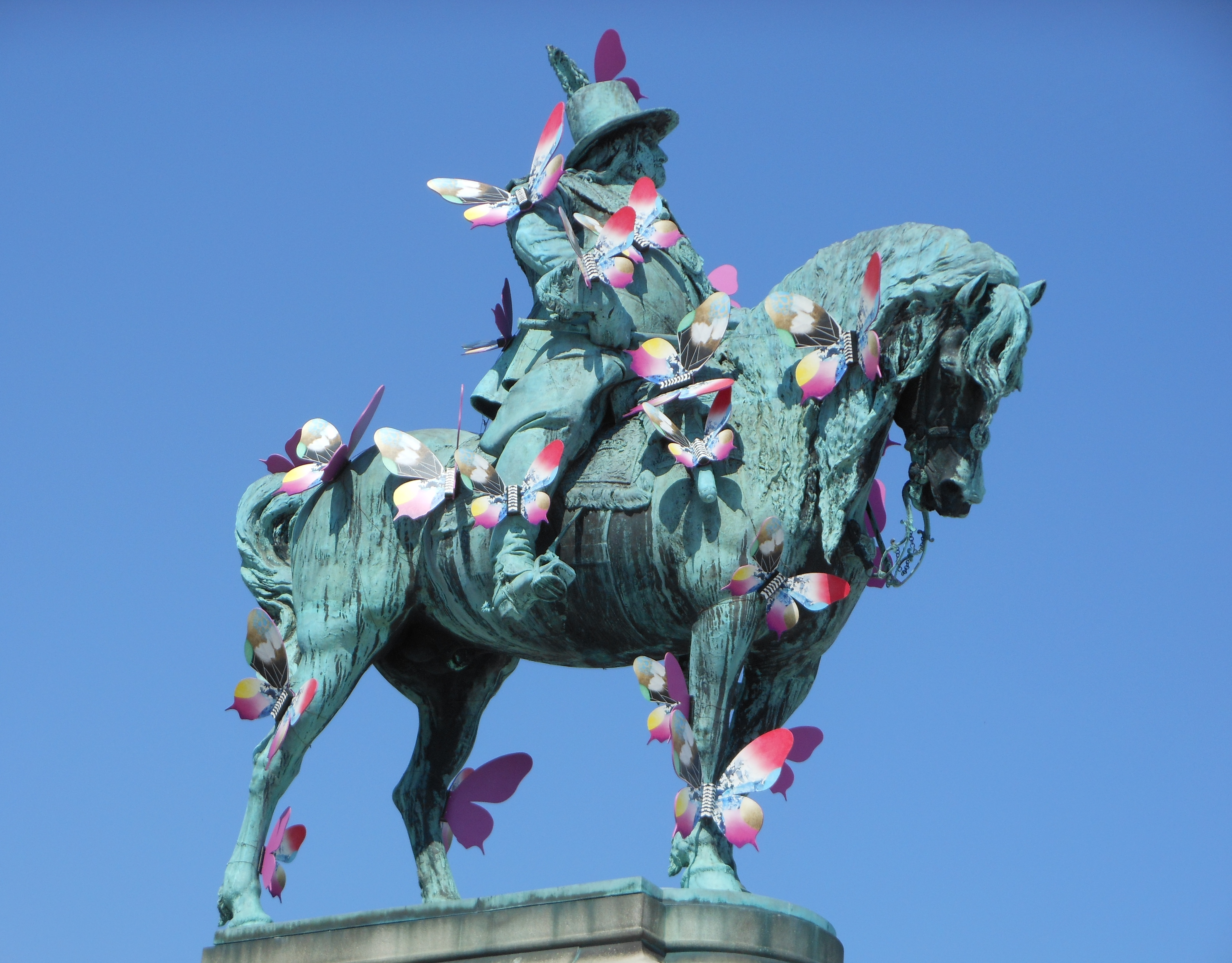
Eurovision Song Contest 2013 hölls i Malmö.

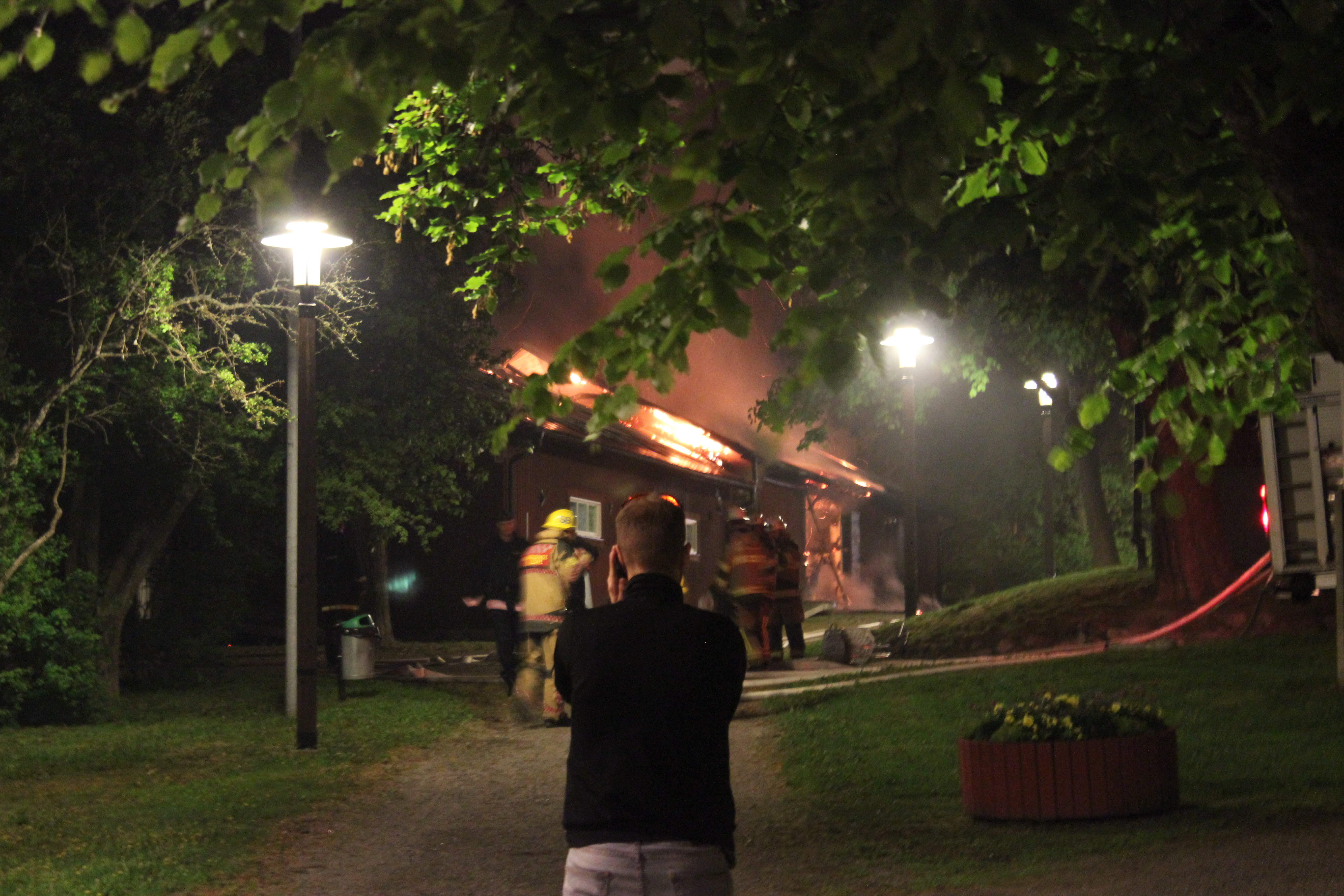
Upploppen i Stockholm 2013.

- 3–19 maj – Världsmästerskapet i ishockey för herrar spelas i Stockholm och Helsingfors
- 7 maj – 3 kvinnor befrias efter att han varit inlåsta av en man i 9 -11 år. Händelsen chockade USA[9].
- 8 maj – Gerry Hughes blir den första döva personen att segla jorden runt.[10][11]
- 10 maj – En ringformig solförmörkelse inträffar.
- 14 maj – 51 personer dödas och 140 skadas när en bilbomb detonerar i den Turkiska staden Reyhanlı
- 14, 16 och 18 maj – Den 58:e upplagan av Eurovision Song Contest äger rum i Malmö. Danmark med artisten Emmelie de Forest står som vinnare, det är andra gången i tävlingens historia som Danmark vinner då den hålls i Sverige.
- 17 maj – Närmare 500 000 kvadratmeter torvmosse brinner ner utanför Örkelljunga.[12]
- 19 maj – Upploppen i Stockholm 2013 med början i Husby startar med över 100 bilar i brand första natten. Pågår ytterligare fem nätter.
- 24 maj – Gibraltar ansluter sig till Uefa.
- 26 maj – Trosa kommuns invånare folkomröstar om länsbyte till Stockholms län, men resultatet blir ett nej.
- 28 maj – Oroligheterna i Istanbul 2013 påbörjas.

### Juni

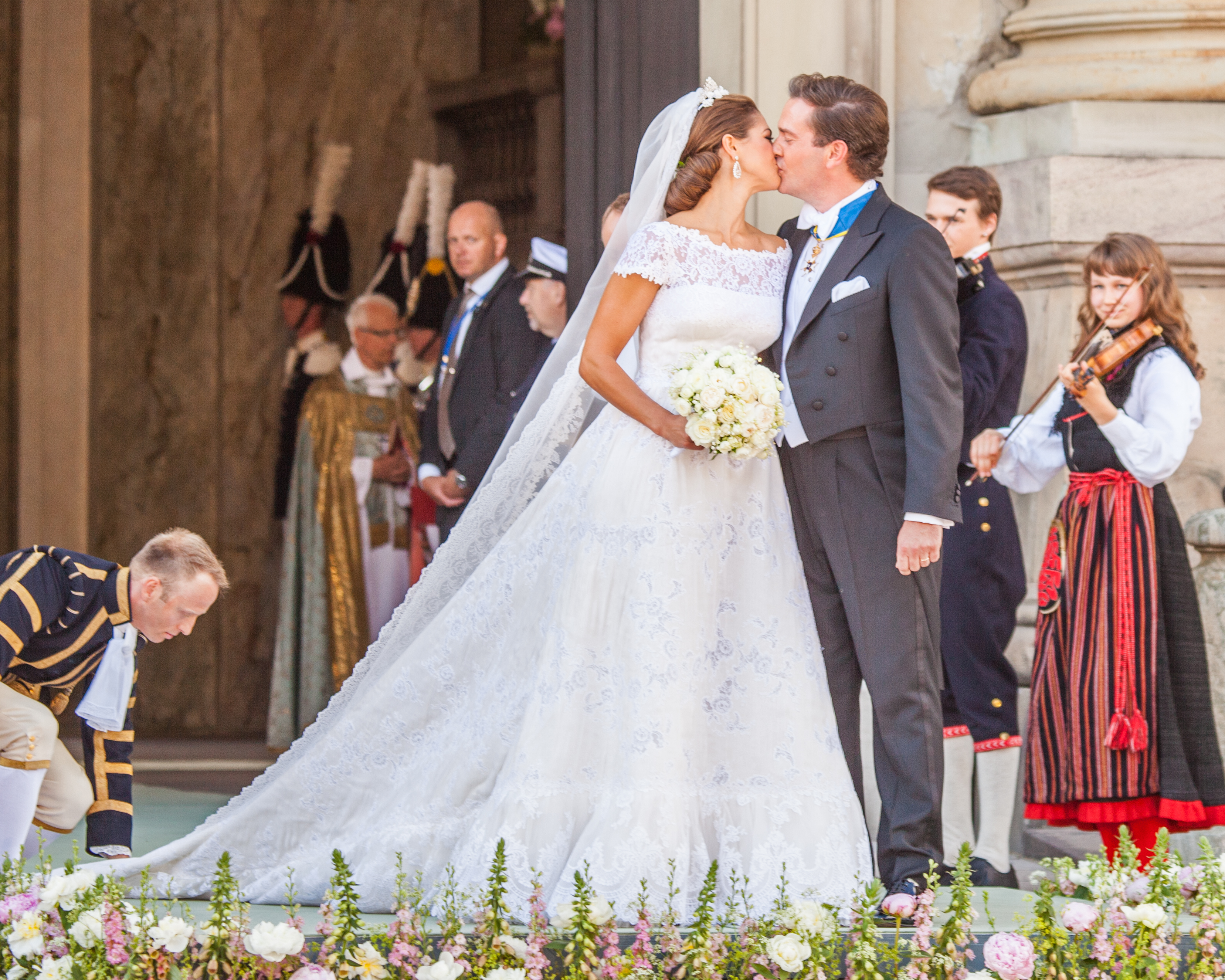
Bröllopet mellan prinsessan Madeleine och Christopher O'Neill.

- 4 juni – floderna Elbe och Saale svämmar över och drabbar Ungern och Tyskland. Minst 11 människor dödas. (Översvämningarna i Europa 2013)
- 6 juni – The Guardian börjar publicera Edward Snowdens avslöjanden angående omfattningen av övervakningsaktiviteter och -förmågor hos amerikanska och samarbetande länders underrättelsetjänster.
- 8 juni – Bröllop mellan prinsessan Madeleine och Christopher O'Neill.
- 15 juni – Svenskspråkiga Wikipedias miljonte artikel skapas. Den beskriver fjärilsarten Erysichton elaborata.
- 19 juni – Busschaufförer i Stockholm, Solna, Sundbyberg, Sollentuna, Södertälje och Umeå går ut i strejk sedan Bussarbetsgivarna och Kommunal inte har lyckats komma överens om ett nytt avtal. Strejken avblåses den 27 juni.
- 23 juni
  - 13 personer omkommer och 30 skadas när en buss med rumänska turister kör ner i en djup ravin söder om Montenegros huvudstad Podgorica.
  - Parlamentsval hålls i Albanien.
- 30 juni
  - 10 000 människor dödas under ett jordskred i indiska delstaten Uttarakhand[13].
  - 6 svenska turister skadas svårt när en turistbuss med svenska och danska turister välter vid Antalya, Turkiet.
  - En person omkommer när ett mindre flygplan havererar norr om Veberöd.

### Juli

Kroatien anslöt sig till EU

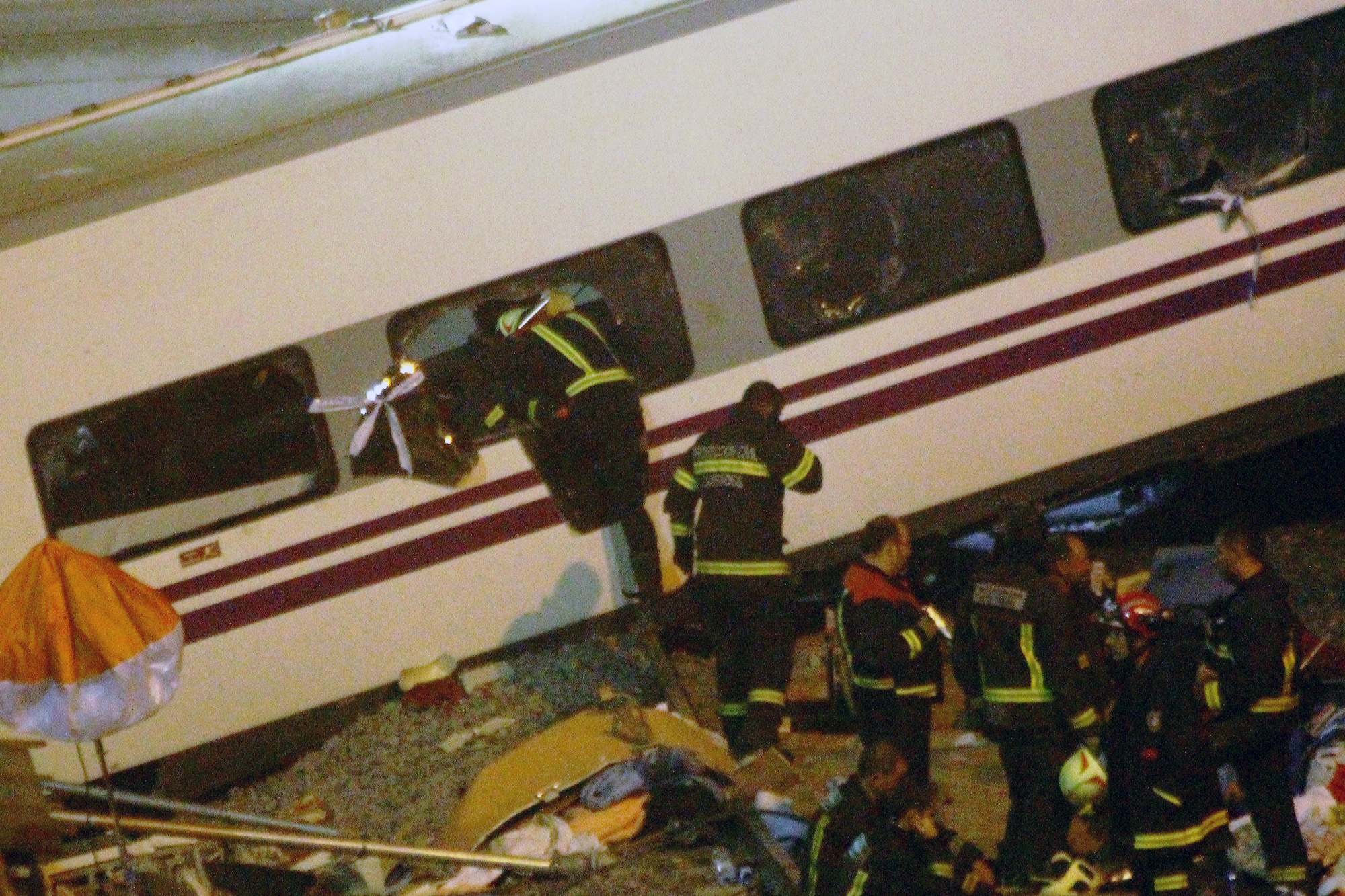
Järnvägsolyckan i Santiago de Compostela.

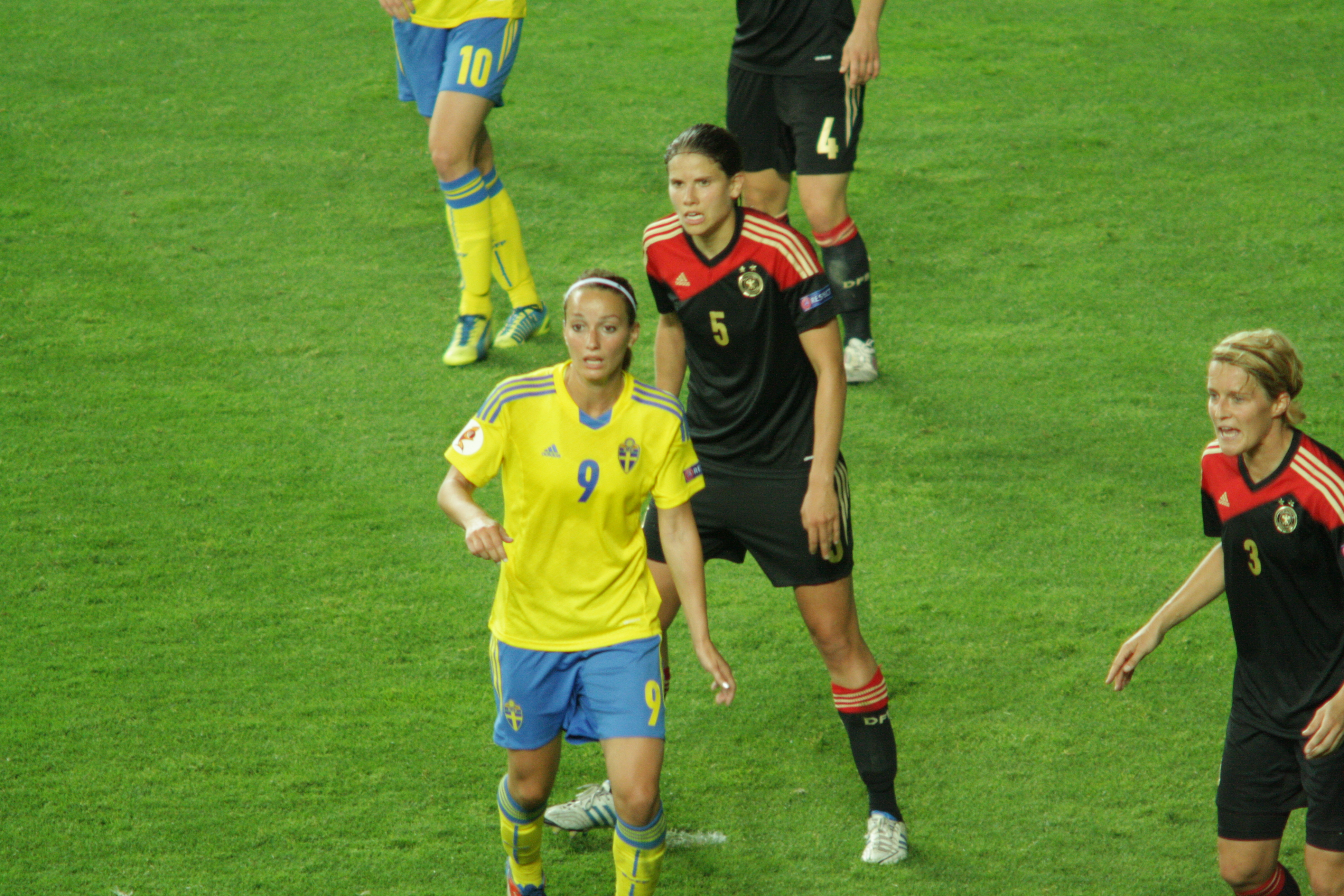
EM i Fotboll för damer hölls i Sverige.

- 1 juli – Kroatien ansluter sig till EU som dess 28:e medlemsstat.[14]
- 3 juli – Egyptiska militären avsätter landets president Muhammad Mursi.
- 6 juli
  - 2 personer dödas och 182 skadas när flygplanet Asiana Airlines flight 214 kraschar på San Francisco International Airport och börjar fatta eld.
  - Järnvägsolyckan i Lac-Mégantic
- 10–28 juli – Europamästerskapet i fotboll för damer äger rum i Sverige.
- 13 juli – Glee-stjärnan Cory Monteith dör av en drogöverdos vid 31 års ålder.
- 21 juli – Belgiens kung Albert II abdikerar efter 20 år på tronen till förmån för sin son Philippe.
- 21 juli – USA bombar det stora barriärrevet utanför Australien under en övning, två amerikanska bombplan får ont om bränsle, varpå de släpper sina bomber vid barriärrevet.
- 24 juli – Järnvägsolyckan i Santiago de Compostela
- 26 juli – 78 personer omkommer vid en tågolycka i nordvästra Spanien.
- 28 juli – Juvelstölden i Cannes 2013
- 29 juli – Sarah Sjöström, VM-guld 100 meter fjärilsim på VM i Barcelona. Sarah låg 2:a efter Jeanette Ottesen till 30 meter återstod av loppet. Sista 30 m krossar hon allt motstånd och går i mål ohotad på tiden 56,53. ”Det här är det största som någonsin hänt mig i min karriär” säger Sarah efter loppet.
- 31 juli – Presidentvalet i Zimbabwe 2013.

### Augusti
- 4 augusti – Hassan Rohani svärs in som Irans president.[15]
- 10–18 augusti – Världsmästerskapen i friidrott äger rum i Moskva, Ryssland, Emma Green Tregaro och Moa Hjelmer målar sina naglar i protest, ett initiativ som blir en världsnyhet[16].
- 12 augusti – Hälsingland drabbas av kraftiga skyfall.
- 13 augusti – Den Ukrainska kampanjen Köp inte ryska varor! bildas.
- 17 augusti – Hardangerbron i Norge invigs.
- 21 augusti – En gasattack av syriska soldater dödar 1 300 människor i en förort till Damaskus.
- 22 augusti – Gruppvåldtäkten i Bombay 2013
- 30 augusti – En brand inträffar på centralsjukhuset i Karlstad och över 100 patienter evakueras.

### September

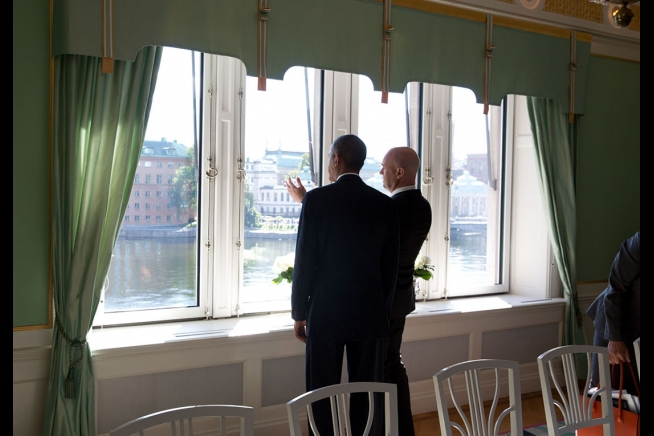
Barack Obamas besök i Stockholm 2013.

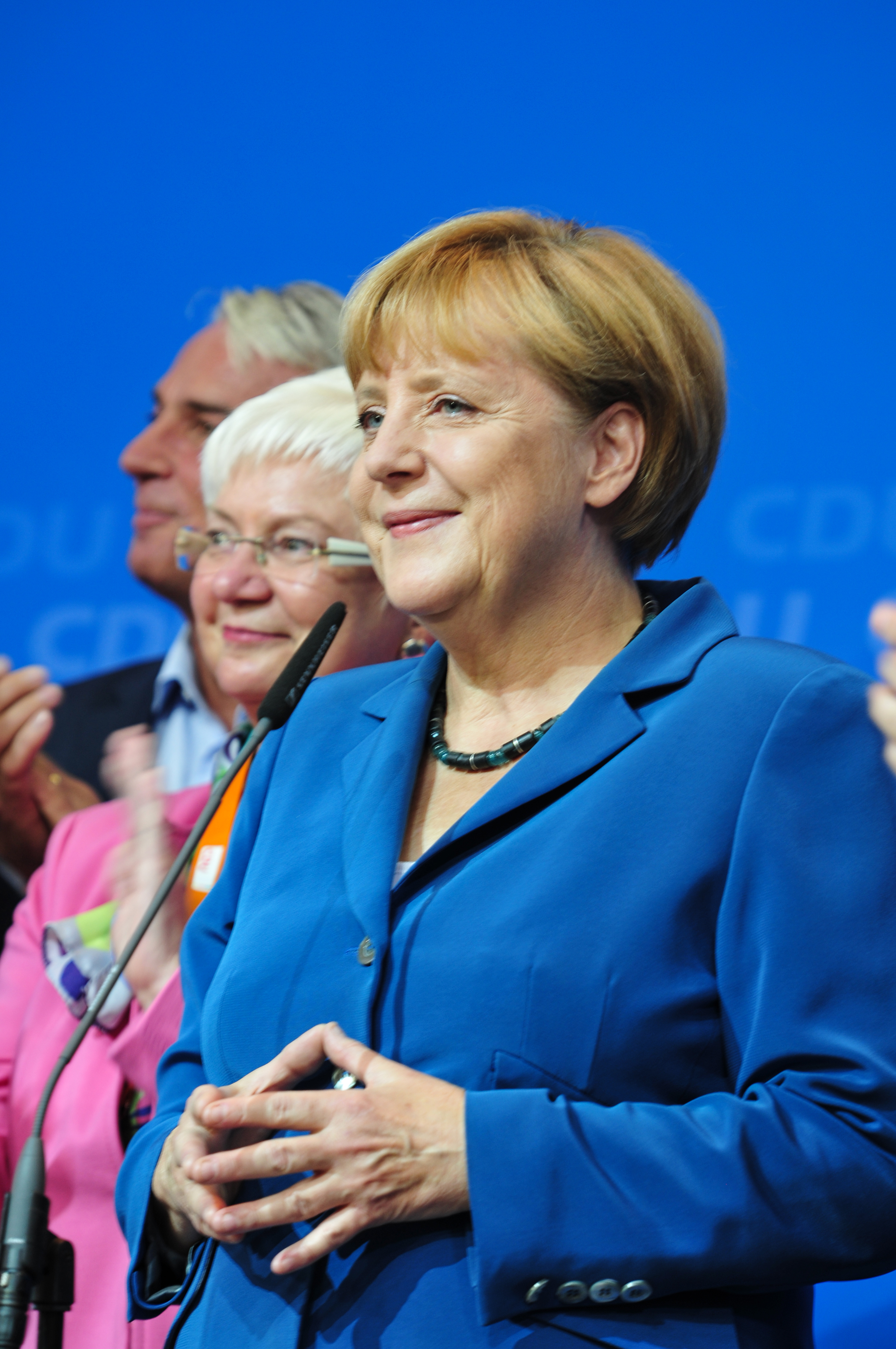
Sittande förbundskanslern Angela Merkel från partiet CDU/CSU vinner förbundsdagsvalet i Tyskland.

- 3 september – Den tyska socialdemokratiska politikern Andrea Nahles sjunger Här kommer Pippi Långstrump under en replik i Tysklands förbundsdag. Texten utgjorde kritik gentemot ett uttalande av Angela Merkel, som Nahles ansåg vara verklighetsfrämmande och egenmäktigt.
- 4–5 september – Barack Obama besöker Stockholm.
- 7 september – Parlamentsvalet i Australien 2013.
- 8 september – Doroteaupproret
- 9 september
  - Stortingsval hålls i Norge.
  - FN larmar om katastrofläge i Centralafrikanska republiken efter att landets soldater använt tortyr och massvåldtäkter mot sitt folk.
- 13 september
  - Arten Homo naledi upptäcks.
  - Avicii släpper sitt debutalbum True.
- 15 september
  - Kristdemokratiska CSU under ledning av Horst Seehofer vinner delstatsvalet i Bayern i Tyskland och får egen majoritet i Bayerska lantdagen.
  - Kyrkoval i Svenska kyrkan.
- 17 september – TV-spelet GTA V slog försäljningsrekord när spelet släpptes i september och drog in smått otroliga 800 miljoner dollar de första 24 timmarna.
- 18 september – FN-inspektörer kommer till Syrien för att få en lösning på inbördeskriget där.
- 19 september –  Greenpeacefartyget Arctic Sunrise blir bordat av den ryska kustbevakningen och ca 30 personer blir arresterade och förda till ryskt fängelse i väntan på dom. De riskerar upp till 15 års fängelse för sjöröveri.
- 20 september – Alla syrier som kommer till Sverige efter att ha flytt från det syriska inbördeskriget får permanent uppehållstillstånd.
- 21 september – Al-Shabaabsoldater attackerar ett köpcentrum i centrala Nairobi i Kenya. 62 civila dödas och 170 skadas.
- 22 september
  - Sittande förbundskanslern Angela Merkel från partiet CDU/CSU vinner förbundsdagsvalet i Tyskland.
  - 127 dödas och 250 skadas när en bomb detonerar utanför en kristen kyrka i staden Peshawar, Pakistan.
- 28 september – Alpha Condés regeringsparti RPG vinner parlamentsvalet i Guinea.

### Oktober

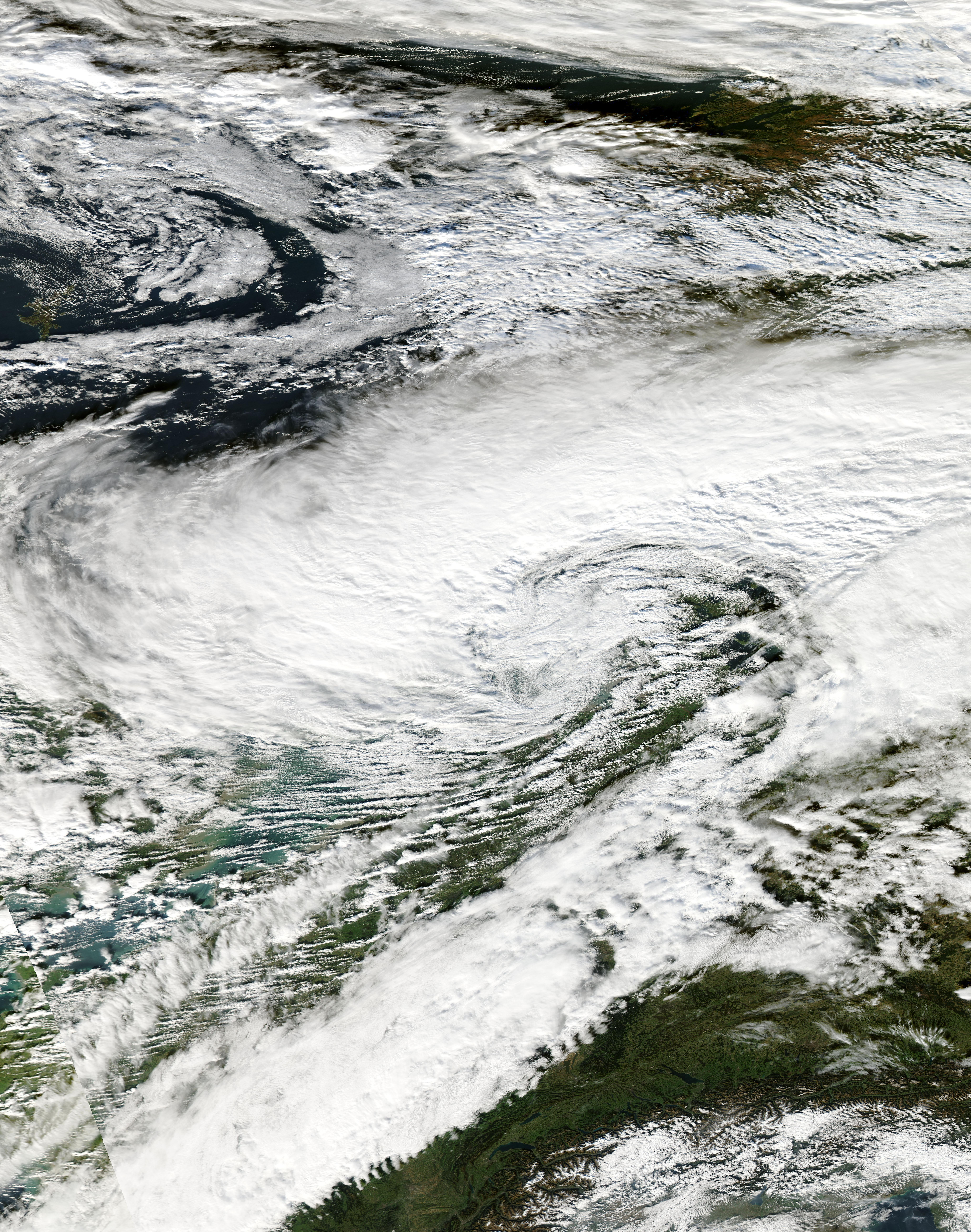
Stormen Simone, vid middagstid måndagen den 28 oktober.

- 1 oktober – Den första folkräkningen efter kriget påbörjas i Bosnien och Hercegovina.
- 3 oktober – Flera maskerade män med tårgas attackerar en vallokal i Mitrovica i Kosovo.
- 9 oktober – Presidentvalet i Azerbajdzjan 2013.
- 15 oktober – Lundabiskopen Antje Jackelén väljs till Svenska kyrkans första kvinnliga ärkebiskop.
- 21 oktober – Våldsamma sammanstötningar äger rum mellan polis och motdemonstranter under en pridefestival i Podgorica i Montenegro.
- 27 oktober – Giorgi Margvelasjvili vinner valet i Georgien.
- 28 oktober
  - Stormen Simone drar in över norra Europa.
  - En jeep exploderar på Himmelska fridens torg i Peking. 3 personer omkommer.

### November

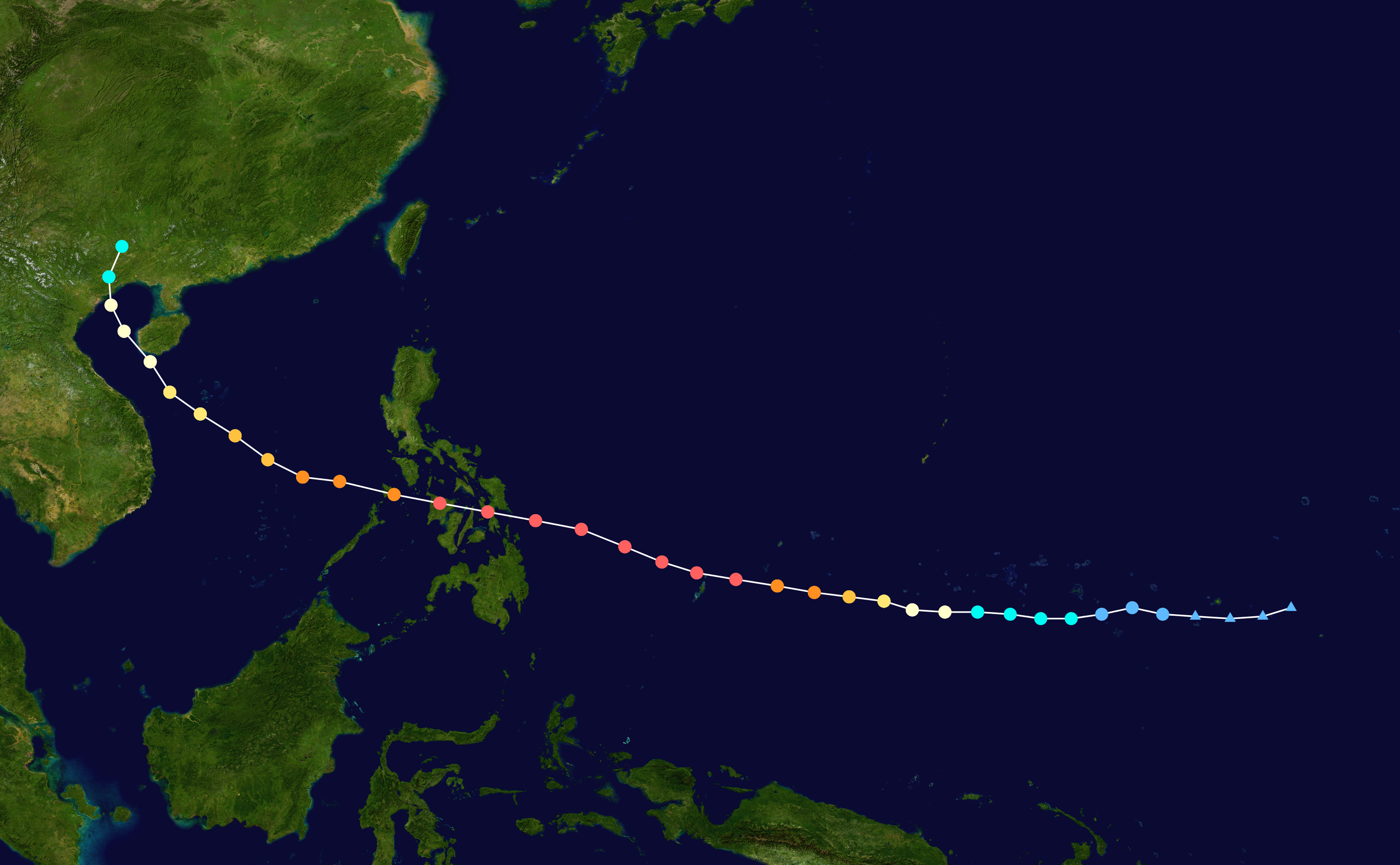
Tyfonen Haiyan.

- November – 11 000 barn ska ha torterats eller dödats under Inbördeskriget i Syrien.[källa behövs]
- 9 november – Tyfonen Haiyan drar in över Filippinerna och uppmäts vara den kraftigaste någonsin. I staden Tacloban på Leyte ska runt 10 000 invånare ha omkommit
- 10 november
  - Ett jordskalv med magnituden 5,5 skakar Japans huvudstad Tokyo.
  - Tyfonen Haiyan drar in över Kina och delar av Vietnam, efter att den dagen innan har skakat Filippinerna.
- 12 november – Ett godståg spårar ur i en tunnel norr om Stockholms södra station. Det orsakar omfattande skador.
- 13 november
  - Två jaktflygplan kolliderar under en flygövning i luften över Lestijärvi i mellersta Finland. En man omkommer.
  - Ett bombdåd dödar 20 personer i centrala Bagdad. Dådet riktas mot shiamuslimska pilgrimer.
  - Ett kamelvirus upptäcks i Kuwait.
- 14 november – Världens dyraste diamant på 60 karat säljs för 320 miljoner kronor.
- 16 november
  - Abdulla Yamin vinner presidentvalet i Maldiverna och tar över efter oppositionsledaren Mohamed Nashid.
  - Stormen Hilde drar in över Norden.
- 17 november – En Boeing 737 exploderar vid en kraschlandning nära staden Kazan i Ryssland. 44 personer omkommer.
- 21 november – Runt 50 människor omkommer när ett varuhustak rasar i Riga i Lettland.
- 29 november
  - Östliga partnerskapet inleds under EU-toppmötet i den litauiska huvudstaden Vilnius, där frågan om Ukraina tas upp, då landet har backat ur samarbetsavtalet med EU några dagar före.
  - 85 passagerare skadas när en färja kör in i ett okänt föremål utanför Hongkong.

### December

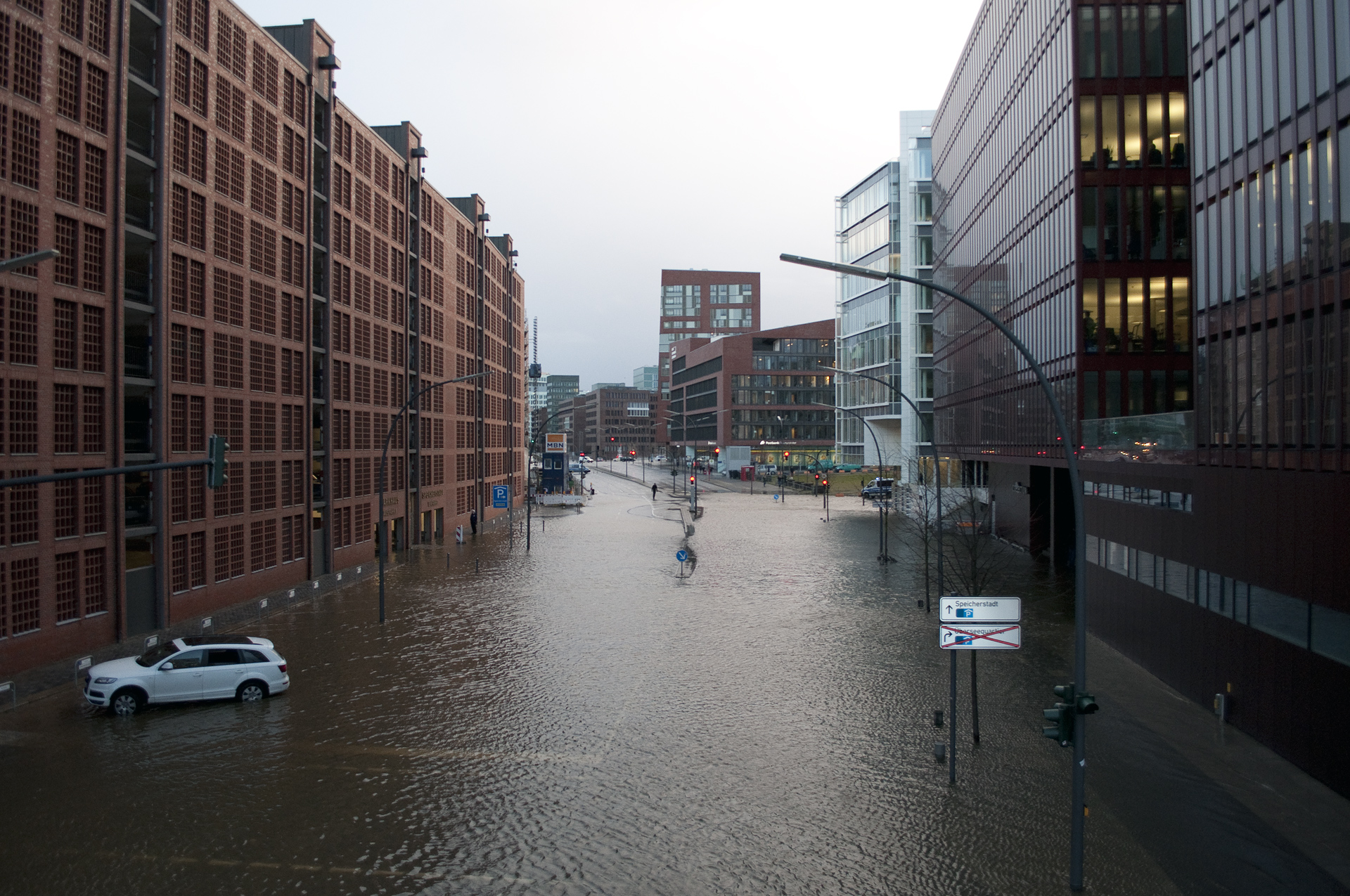
Översvämning i Hamburg på grund av Stormen Sven, som där kallades Xaver.

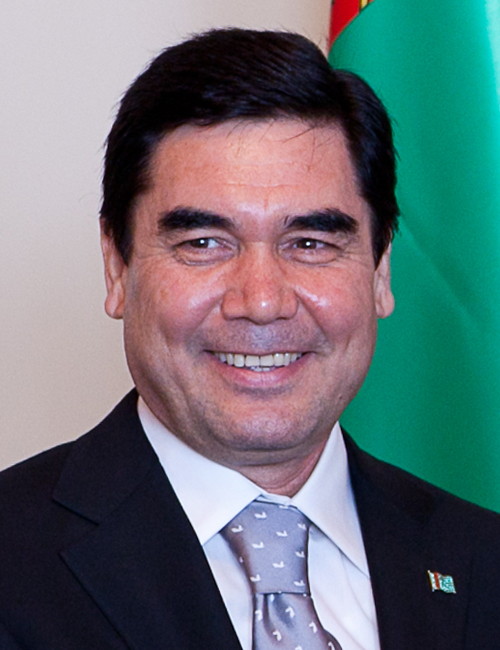
Gurbanguly Berdimuhamedow och hans parti DP vinner valet i Turkmenistan.

- 1 december – Folkomröstningen om den konstitutionella definitionen av äktenskap i Kroatien 2013
- 2 december – De åländska partierna Parlamentsgruppen och Moderaterna Åland går samman och Henrietta Hellström från Eckerö blir partiledare för det nya partiet.
- 5 december
  - Stormen Sven drar in över Nederländerna, Tyskland, Polen, Storbritannien, Danmark, Baltikum och Sverige. 9 personer dör i stormen som varar i flera dagar och i Sverige drabbas de södra och mellersta delarna.
  - 11 personer dödas och 70 skadas under ett blodigt gisslandrama i staden Kirkuk i norra Irak.
- 7 december – På Bali sluter världshandelsorganisationen WTO sin första världsomspännande handelsuppgörelse efter nästan 20 års förhandlingar.[17]
- 9-15 december – Musikhjälpen i Göteborg pågår, där de samlade ihop 28.426.046 kronor. Programledarna var Kodjo Akolor, Emma Knyckare och Sarah Dawn Finer.
- 10 december – Nelson Mandela begravs i Soweto där 95 000 människor och politiker från hela världen samlas. Även Fredrik Reinfeldt hedrar honom på plats.
- 12 december – Regionala partier i den spanska provinsen Katalonien kommer överens om att ha en omröstning om Kataloniens självständighet under året därpå.
- 13 december – En skolskjutning inträffar i Colorado, nästan ett år efter Sandy Hook-massakern som tog 25 personers liv. Två elever skadas, varav en senare avlider på sjukhus, och gärningsmannen begår självmord.
- 16 december
  - I en flygattack i syriska staden Aleppo dödas 125 människor och runt 100 skadas då bomberna träffar en marknad.
  - Gregoire Ndahimana döms till 25 års fängelse för att ha varit delaktig i planerna på folkmordet i Rwanda 1994.
- 20 december – Gurbanguly Berdimuhamedow och hans parti DP vinner valet i Turkmenistan.
- 22 december – En antirasistisk manifestation samlar tusentals människor i Stockholmsförorten Kärrtorp, där samtliga riksdagspartier förutom Sverigedemokraterna är representerade. Man har försökt genomföra manifestationen redan veckan innan, men den har då blivit attackerad av nazister från bland annat Nordiska motståndsrörelsen.
- 28 december – I Sverige uppmäts julen vara den varmaste på 50 år.
- 30 december – 14 människor dödas och flera skadas när en man spränger sig själv på en buss i den ryska staden Volgograd.

## Födda
- 22 juli – George, brittisk arvprins, son till prinsparet William och Catherine

## Avlidna

### Januari
- 1 januari – Patti Page, 85, amerikansk sångare
- 5 januari – Anders Carlberg, 69, svensk politiker, debattör, socialarbetare och författare
- 9 januari – James M. Buchanan, 93, amerikansk ekonom, mottagare av Sveriges Riksbanks pris i ekonomisk vetenskap till Alfred Nobels minne 1986
- 10 januari – Cacka Israelsson, 83, svensk friidrottare och sångare
- 11 januari
  - Lars Werner, 77, svensk politiker, partiledare för Vänsterpartiet 1975–1993
  - Nguyen Khanh, 85, vietnamesisk general och politiker
- 14 januari – Conrad Bain, 89, kanadensisk-amerikansk skådespelare
- 16 januari – Noé Hernández, 34, mexikansk friidrottare
- 27 januari – Agneta Lagerfeldt, 93, svensk skådespelare
- 30 januari – Patty Andrews, 94, amerikansk sångare, medlem av The Andrews Sisters

### Februari
- 14 februari – Jaakko Sievänen, finländsk målare
- 16 februari
  - Eric Ericson, 94, svensk dirigent och körledare
  - Tony Sheridan, 72, brittisk rockmusiker
  - Udo Undeutsch, 95, tysk psykolog
- 17 februari – Richard Briers, 79, brittisk skådespelare

### Mars

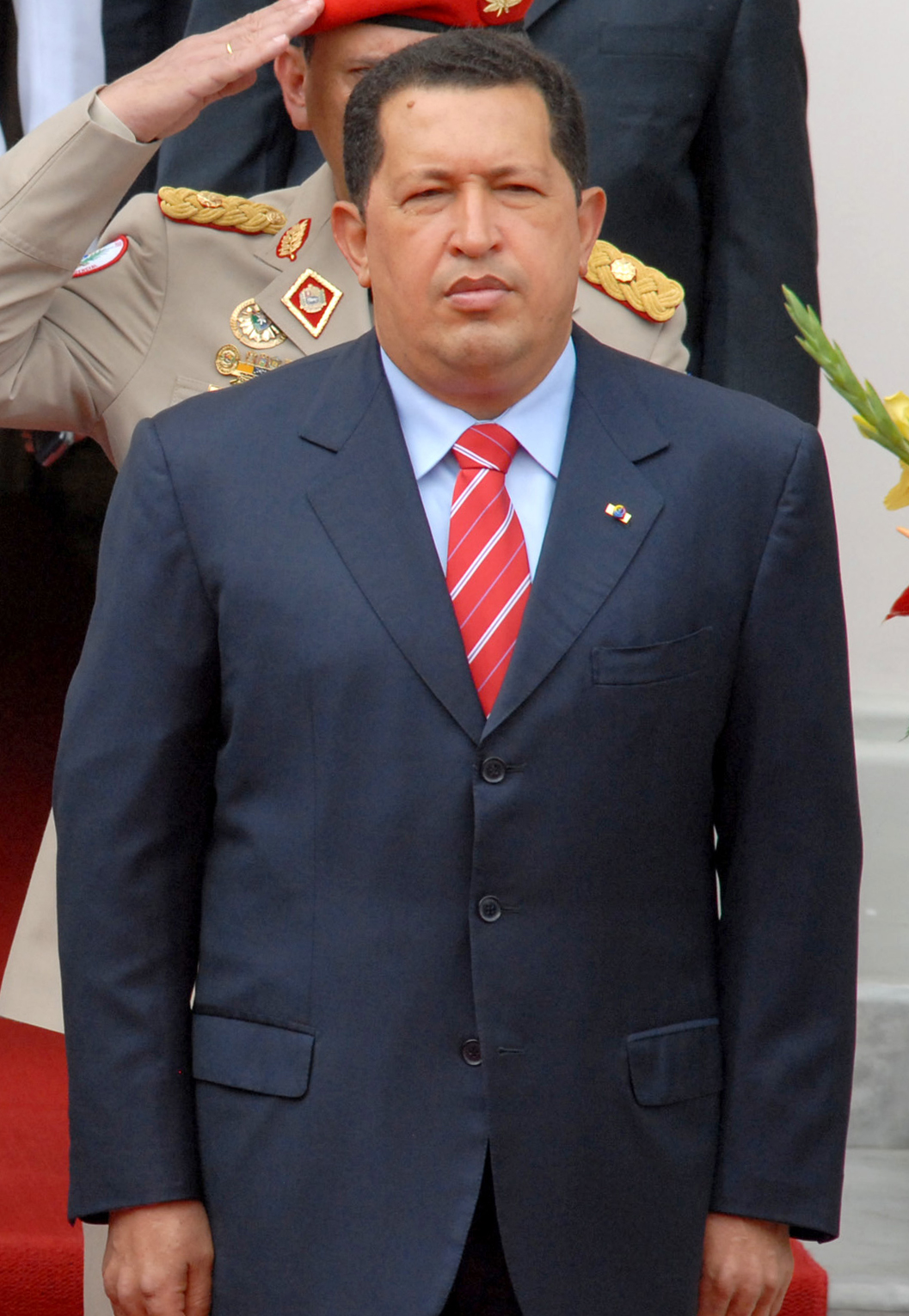
Hugo Chávez

- 5 mars – Hugo Chávez, 58, venezuelansk politiker, Venezuelas president sedan 1999
- 10 mars – Lilian, 97, svensk prinsessa, hertiginna av Halland
- 13 mars – Stig Torstensson, 79, svensk skådespelare
- 21 mars – Chinua Achebe, 82, nigeriansk författare
- 28 mars – Richard Griffiths, 65, brittisk skådespelare

### April
- 4 april

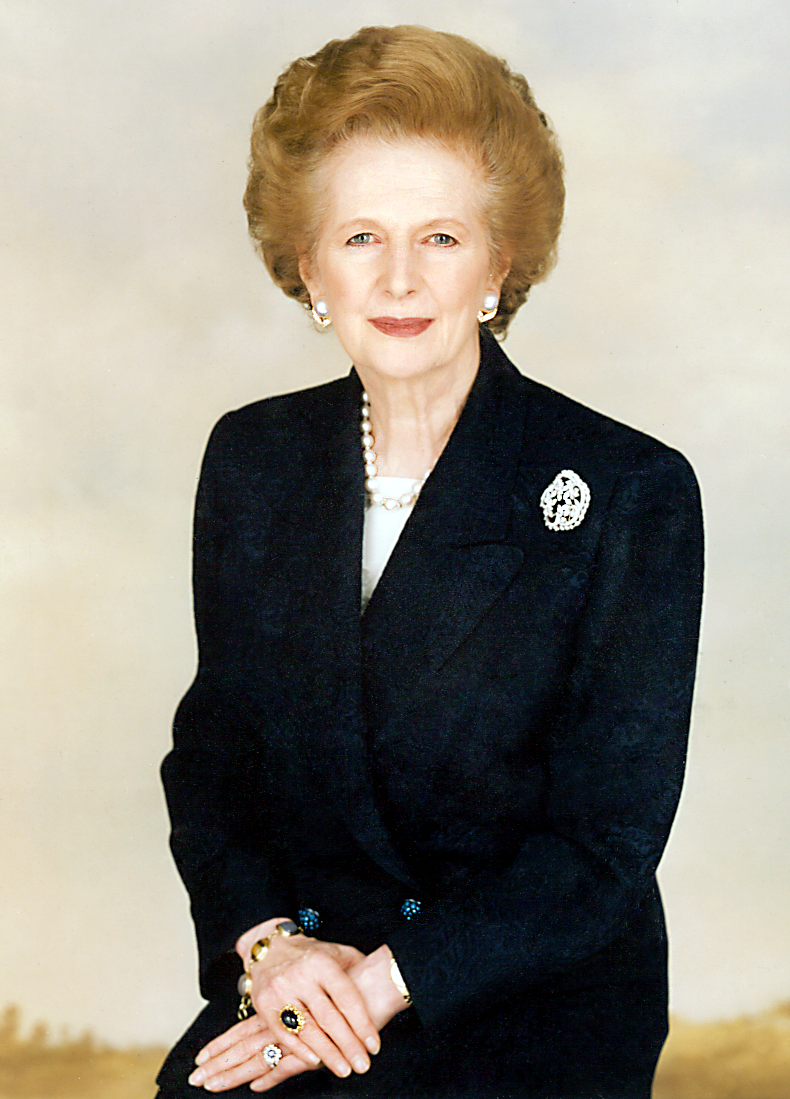
Margaret Thatcher avled

  - Bengt Blomgren, 89, svensk skådespelare och regissör
  - Roger Ebert, 70, amerikansk filmkritiker
- 8 april – Margaret Thatcher, 87, brittisk konservativ politiker, Storbritanniens premiärminister 1979–1990
- 19 april – Allan Arbus, 95, amerikansk skådespelare
- 20 april – Magnus Olsson, 64, svensk havskappseglare
- 22 april – Jacob Palmstierna, 78, svensk friherre och bankman

### Maj
- 2 maj – Ivan Turina, 32, kroatisk fotbollsmålvakt
- 6 maj – Giulio Andreotti, 94, italiensk politiker, Italiens premiärminister 1972–1973, 1976–1979 och 1989–1992
- 7 maj – Ray Harryhausen, 92, amerikansk regissör, producent och animatör
- 17 maj – Jorge Videla, 87, argentinsk general och politiker, Argentinas president 1976–1981

### Juni
- 6 juni – Esther Williams, 91, amerikansk simmare och skådespelare
- 19 juni – James Gandolfini, 51, amerikansk skådespelare
- 22 juni – Allan Simonsen, 34, dansk racerförare
- 26 juni – Anders Burman, 84, svensk skivproducent
- 30 juni – Ida Fässberg, 23, svenskt mordoffer

### Juli
- 12 juli – Sten A. Olsson, 96, svensk företagare och redare, grundare av Stenasfären
- 13 juli – Cory Monteith, 31, kanadensisk skådespelare och musiker
- 16 juli – Camilla Odhnoff, 85, svensk socialdemokratisk politiker, Sveriges familje- ungdoms- och invandrarminister 1967–1973, landshövding i Blekinge län 1974–1992

### Augusti
- 12 augusti – Friso av Oranien-Nassau, 44, nederländsk prins
- 14 augusti – Lisa Robin Kelly, 43, amerikansk skådespelare
- 18 augusti – Rolv Wesenlund, 76, norsk komiker och skådespelare
- 28 augusti – Kent Finell, 69, svensk radioprofil
- 30 augusti – Seamus Heaney, 74, irländsk författare, mottagare av Nobelpriset i litteratur 1995

### September
- 17 september – Kristian Gidlund, 29, svensk författare, journalist och musiker (cancer)
- 18 september – Ken Norton, 70, amerikansk tungviktsboxare, världsmästare 1977–1978

### Oktober
- 1 oktober – Tom Clancy, 66, amerikansk författare
- 4 oktober – Võ Nguyên Giáp, 102, vietnamesisk revolutionär och general
- 4 oktober – Bojan Westin, 87, svensk skådespelare
- 12 oktober – Ulf Linde, 84, svensk konstkritiker, museiman, musiker, författare och ledamot av Svenska Akademien
- 15 oktober – Tommy Andersson, 50, svensk skådespelare
- 25 oktober – Marcia Wallace, 70, amerikansk skådespelare
- 27 oktober – Lou Reed, 71, amerikansk rockmusiker
- 31 oktober – Gunnar Cyrén, 82, svensk silversmed och glaskonstnär

### November

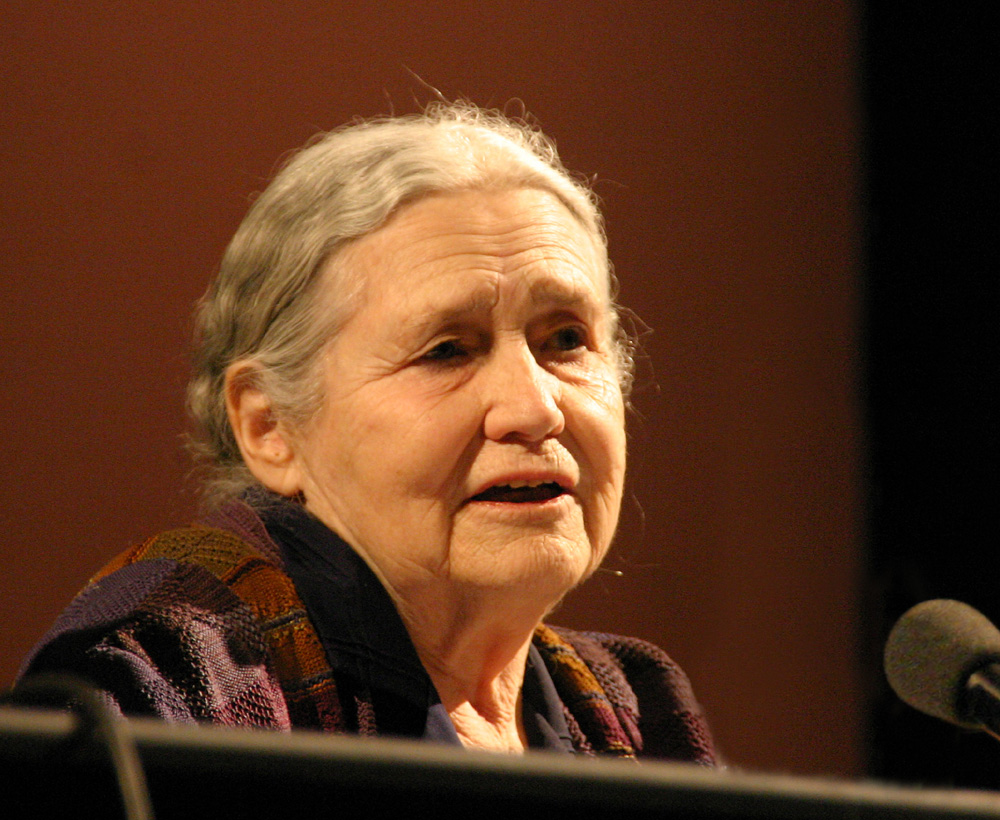
Doris Lessing

- 17 november – Doris Lessing, 94, brittisk författare, mottagare av Nobelpriset i litteratur 2007
- 30 november – Paul Walker, 40, amerikansk skådespelare (bilolycka)

### December
- 5 december

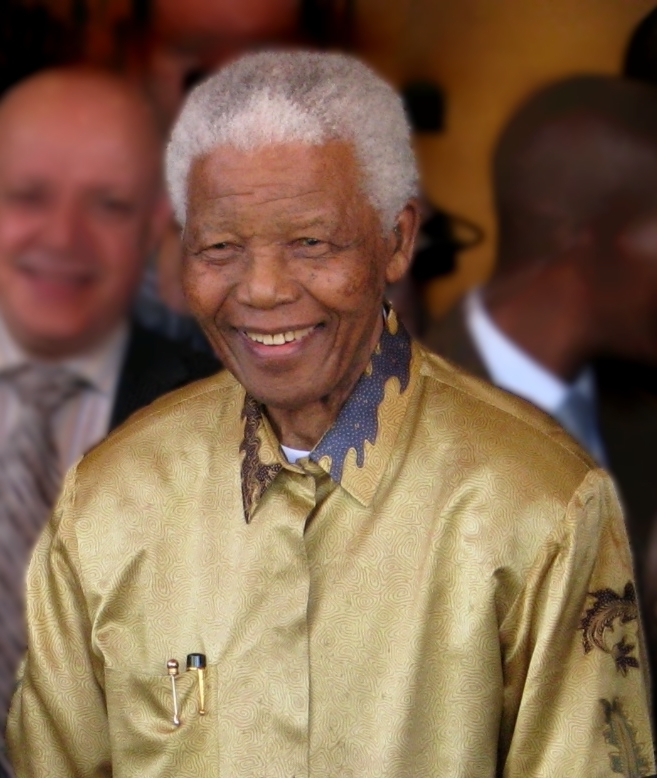
Nelson Mandela

  - Barry Jackson, 75, brittisk skådespelare
  - Nelson Mandela, 95, sydafrikansk politiker, Sydafrikas president 1994–1999, mottagare av Nobels fredspris 1993
- 14 december – Peter O'Toole, 81, irländsk-brittisk skådespelare
- 18 december – Ronnie Biggs, 84, brittisk brottsling, känd för det stora tågrånet
- 21 december – Björn J:son Lindh, 69, svensk musiker och kompositör
- 23 december – Michail Kalasjnikov, 94, rysk ingenjör och vapenkonstruktör, känd för automatvapnet AK-47
- 29 december – Besik Kudukhov, 27, rysk brottare, silvermedaljör vid OS i London
- 31 december – James Avery, 68, amerikansk skådespelare

### Fotnoter
1. ↑  Stefan Nordgren (3 juni 2012). ”Singapore: Pigorna får en ledig dag”. Yle nyheter. http://svenska.yle.fi/artikel/2012/03/06/singapore-pigorna-far-en-ledig-dag. Läst 10 juni 2012.
2. ↑  Betty Musfirah (1 januari 2013). ”Slew of new measures take effect on Jan 1” (på engelska). Channel News Asia. http://www.channelnewsasia.com/stories/singaporelocalnews/view/1245413/1/.html. Läst 1 januari 2013.
3. ↑  ”"En av de största masskrockarna vi har sett"”. Svt. 15 januari 2013. http://www.svt.se/nyheter/lokalt/skane/jattelik-trafikolycka-pa-tranarpsbron. Läst 4 juni 2014.
4. ↑  ”Passagerarplan har kraschat i Kazakstan”. Svt. 29 januari 2013. http://www.svt.se/nyheter/utrikes/passagerarplan-har-kraschat-i-kazakstan. Läst 4 juni 2014.
5. ↑  ”Al-Qaeda claims killing Syrian troops in Iraq” (på engelska). Antiwar.com. 11 mars 2013. http://www.aljazeera.com/news/middleeast/2013/03/201331114024632648.html. Läst 16 juni 2014.
6. ↑  Margaret Griffis (19 mars 2013). ”Iraq Invasion Anniversary Carnage: 98 Killed, over 240 Wounded” (på engelska). Antiwar.com. http://original.antiwar.com/updates/2013/03/19/iraq-anniversary-carnage-98-killed-over-240-wounded/. Läst 16 juni 2014.
7. ↑  ”En död när tåg krockade med lastbil”. DN.se. http://www.dn.se/nyheter/sverige/tag-i-krock-med-lastbil-1/. Läst 10 april 2013.
8. ↑  En tyst världsomsegling Arkiverad 12 mars 2016 hämtat från the Wayback Machine., UR
9. ↑  ”Gerry Hughes becomes first deaf person to sail round the world”. BBC. http://www.bbc.com/news/uk-scotland-glasgow-west-22448872. Läst 12 mars 2016.
10. ↑  ”Svårsläckt torvbrand kan pågå länge”. Svt. 19 maj 2013. http://www.svt.se/nyheter/militar-kallas-in-for-att-slacka-brand. Läst 28 februari 2014.
11. ↑  ”Många döda efter oväder i Indien”. Svt. 18 juni 2013. http://www.svt.se/nyheter/utrikes/manga-doda-efter-ovader-i-indien. Läst 2 juni 2014.
12. ↑  ”Kroatien in i EU 2013”. SvD. 30 juni 2011. http://www.svd.se/nyheter/utrikes/kroatien-in-i-eu-2013_6286352.svd. Läst 20 september 2011.
13. ↑  ”Rohani svärs in i Iran”. DN. http://www.dn.se/nyheter/varlden/rohani-svars-in-i-iran/. Läst 4 augusti 2012.
14. ↑  ”Prideprotest blev världsnyhet - DN.SE” (på svenska). DN.SE. 16 augusti 2013. https://www.dn.se/sport/prideprotest-blev-varldsnyhet/. Läst 1 februari 2018.
15. ↑  ”WTO-uppgörelse kritiserad av fattiga länder” (på engelska). The Guardian. 7 december 2013. http://www.theguardian.com/world/2013/dec/07/wto-global-trade-deal-condemned-poverty. Läst 7 december 2013.